# چنین ملکه کوچکی (فیلم ۱۹۱۴)
چنین ملکه کوچکی (انگلیسی: Such a Little Queen) یک فیلم در ژانر صامت، درام، و کمدی رمانتیک به کارگردانی هیو فورد و ادوین اس پورتر است که در سال ۱۹۱۴ منتشر شد.
این فیلم در حال حاضر فیلم فیلم گمشده می‌باشد. این فیلم به عنوان یک فیلم کمدی رمانتیک در پنج بخش توصیف می‌شود.

## بازیگران
برخی از بازیگران این فیلم عبارتند از:
- مری پیکفورد
- کارلیل بلکول
- هارولد لاک‌وود
- راسل بَسِت